# پیترو بروچینی
پیترو بروچینی (انگلیسی: Pietro Broccini; ۲ ژانویهٔ ۱۹۲۸ – ۲ سپتامبر ۲۰۰۶) بازیکن فوتبال اهل ایتالیا بود.
از باشگاه‌هایی که در آن بازی کرده‌است می‌توان به باشگاه فوتبال اینتر میلان، باشگاه فوتبال اسپتزیا، باشگاه فوتبال ونتزیا، باشگاه فوتبال سمپدوریا، و باشگاه فوتبال اسپال اشاره کرد.